# Manfred Geisler
Manfred Geisler (ur. 3 marca 1941 w Prusach) – niemiecki piłkarz występujący na pozycji napastnika. Reprezentant NRD. Trener piłkarski.

## Kariera klubowa
Geisler jako junior grał w zespołach Chemie Lipsk oraz Rotation Lipsk. W 1959 roku został włączony do pierwszej drużyny Rotation. W pierwszej lidze NRD zadebiutował 31 maja 1959 w wygranym 2:1 meczu z BSG Lokomotive Stendal, w którym strzelił też gola. W Rotation grał do końca sezonu 1962/1963.
W 1963 roku Geisler przeszedł do także pierwszoligowego SC Leipzig. W 1965 roku klub ten zmienił nazwę na Lokomotive Lipsk. W sezonie 1966/1967 Geisler wywalczył z nim wicemistrzostwo NRD. W sezonie 1969/1970 spadł z klubem do drugiej ligi, ale w kolejnym awansował z nim z powrotem do pierwszej. W sezonie 1975/1976 zdobył z Lokomotive Puchar NRD.
W 1977 roku Geisler odszedł do drugoligowego Chemie Lipsk, gdzie w 1978 roku zakończył karierę.

## Kariera reprezentacyjna
W reprezentacji NRD Geisler zadebiutował 3 stycznia 1965 w wygranym 2:0 towarzyskim meczu z Urugwajem. 2 lipca 1966 w wygranym 5:2 towarzyskim pojedynku z Chile strzelił swojego jedynego gola w kadrze. W latach 1965–1967 w drużynie narodowej rozegrał 15 spotkań.
W 1964 roku był członkiem reprezentacji, która zdobyła brązowy medal na letnich igrzyskach olimpijskich.